# Cârța, Sibiu
Cârța, mai demult Cârța Săsească, (în dialectul săsesc Kierz, Kierts, în germană Kerz, în traducere „Candelă”, „Lumânare”, în maghiară Kerc, Kercz) este satul de reședință al comunei cu același nume din județul Sibiu, Transilvania, România.

## Așezare
Localitatea este situată în Țara Făgărașului, pe malul stâng al râului Olt, la circa 3 km de șoseaua națională Brașov-Sibiu.

## Istoric
La Cârța a existat o mănăstire fondată încă din anul 1202 de către călugării cistercieni. Apariția cistercienilor la Cârța este legată de căsătoriile regilor arpadieni. În timpul domniei lui Geza al II-lea a fost înființată în Ungaria abația de la Czikador, apoi, în 1179, cea de la Igriș. Spre deosebire de abația de la Igriș, mănăstirea cisterciană de la Cârța a reușit să se refacă după marea invazie a tătarilor din 1241, însă a fost desființată prin decizia regelui Matia Corvin, la data de 27 februarie 1474.

### Mănăstirea și biserica
Mănăstirea de la Cârța, filie al abației de la Igriș, a fost atestată prima oară în 1223, într-un document din vremea regelui Andrei al II-lea. Astăzi, ruinele ei se pot vedea în lunca Oltului, pe drumul care leagă Sibiul de Brașov. Pe aripa estică a clădirilor mănăstirii se mai pastrează încă ferestrele încheiate cu arc în plin cintru și o fereastră geminată . 

### Demografie
- În anul 1733, când episcopul român unit cu Roma (greco-catolic) Inocențiu Micu-Klein a organizat o conscripțiune[3] în rândul românilor din Ardeal, în localitatea Kercz au fost recenzate 44 de familii, adică vreo 220 de persoane.[2] Preotul se numea Sztán (adică Stan), era de confesiune greco-catolică, în Kercz existând o biserică românească, precum și o casă parohială.[2]Denumirea localității (Kercz), precum și prenumele preotului (Sztán) erau redate în ortografie maghiară, cunoscut fiind faptul că rezultatele conscripțiunii urmau să fie date unei comisii formate din neromâni, în majoritate unguri.[4]
- Conform datelor recensământului din 1930, localitatea număra 959 de locuitori, dintre care 502 români, 446 germani, 9 maghiari și 2 cetățeni de altă etnie. Din punct de vedere confesional, populația era alcătuită din 450 greco-catolici, 442 lutherani, 44 ortodocși, 16 romano-catolici, 5 baptiști și 2 reformați (calvini).

## Obiectiv memorial
Parcela eroilor germani din Primul Război Mondial este amplasată în curtea Bisericii Evanghelice-Lutherane și a fost amenajată în 1926. În cadrul acestei parcele sunt 18 însemne de căpătâi și sunt înhumați 53 eroi germani. 

## Personalități
- Friedrich Schuster (n. 1950), scriitor sas, care a scris în dialectul săsesc și în limba germană.

## Galerie de imagini

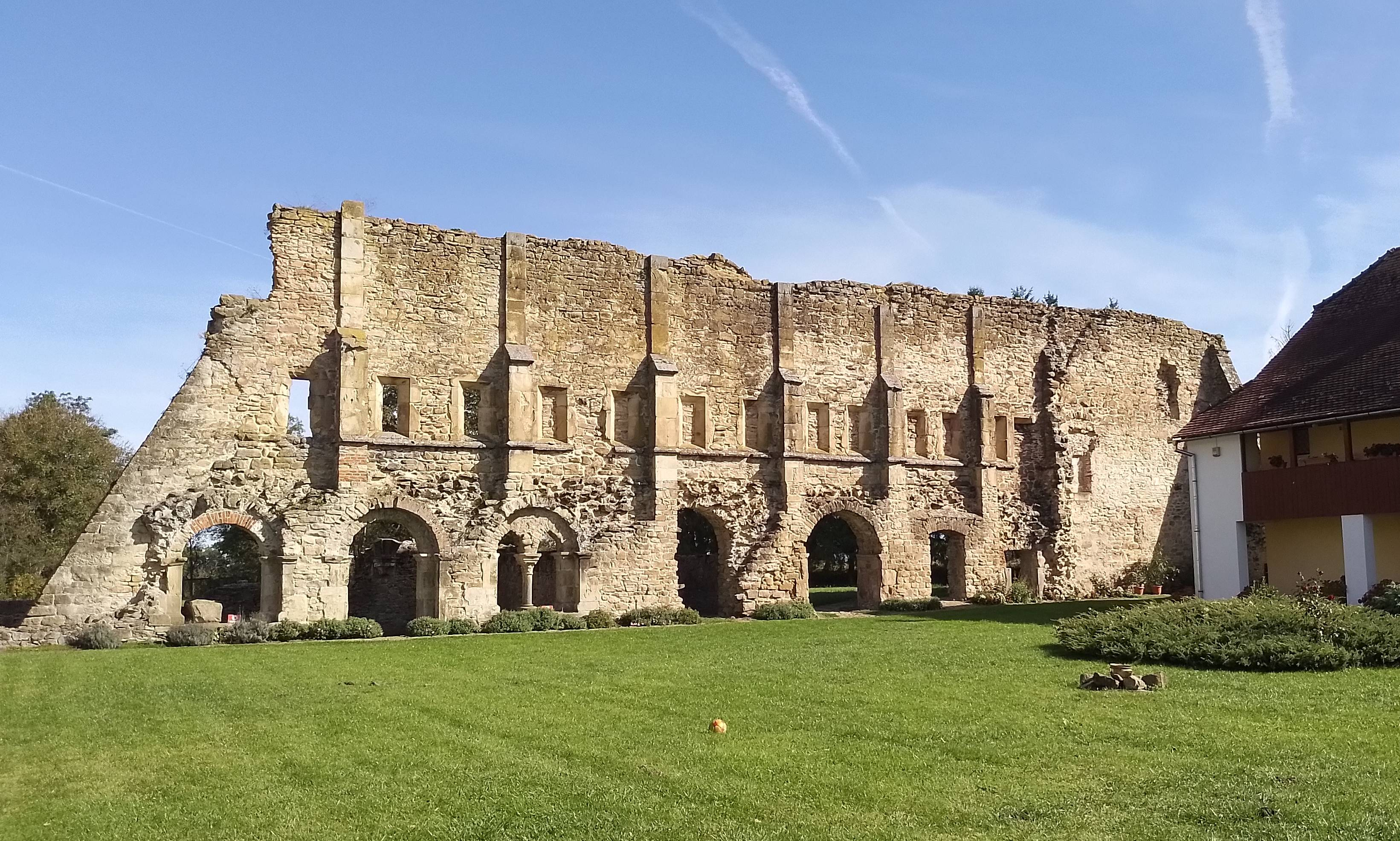
Zid cu poartă biforă în ruinele Abației Cisterciene
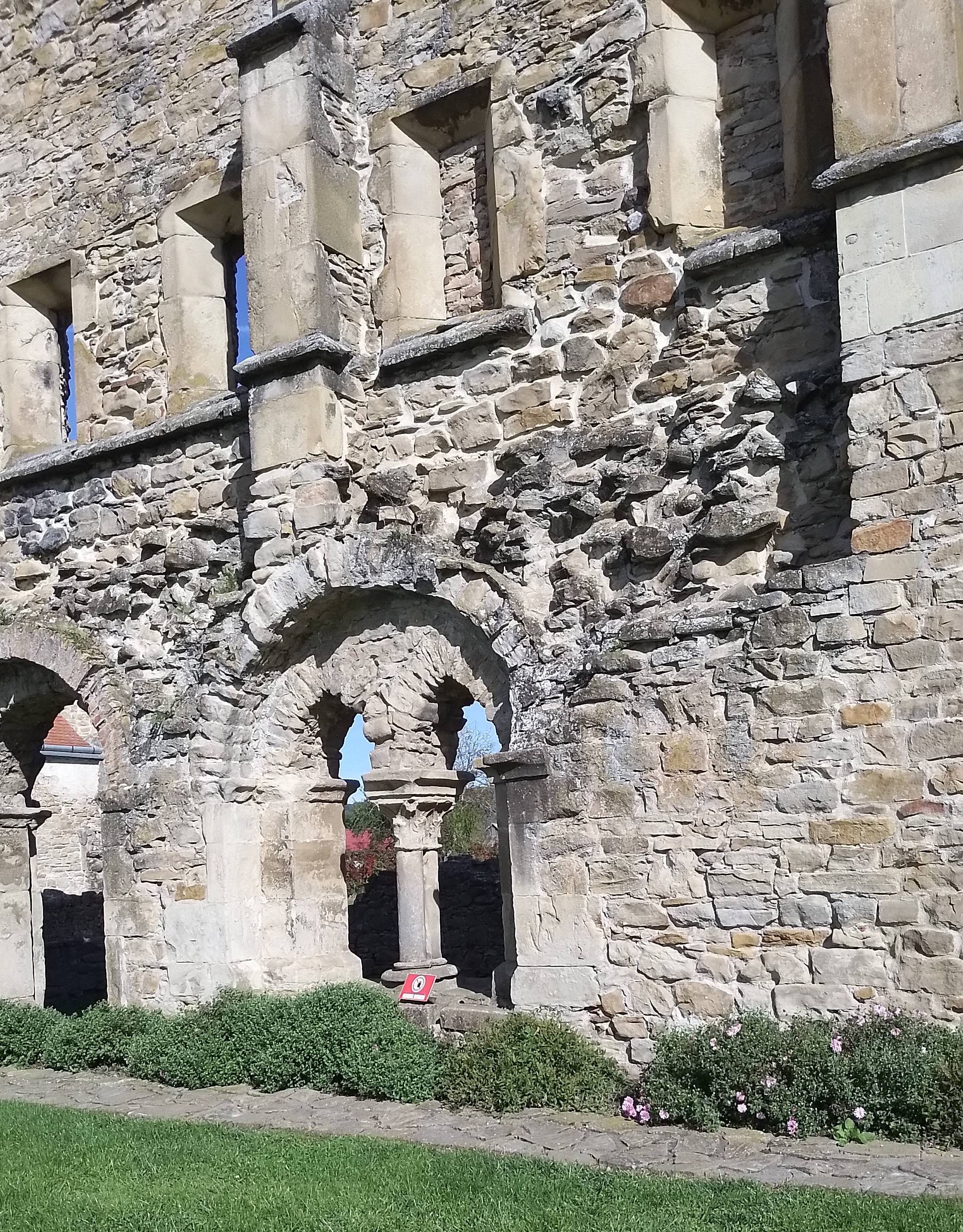
Poartă biforă în ruinele Abației
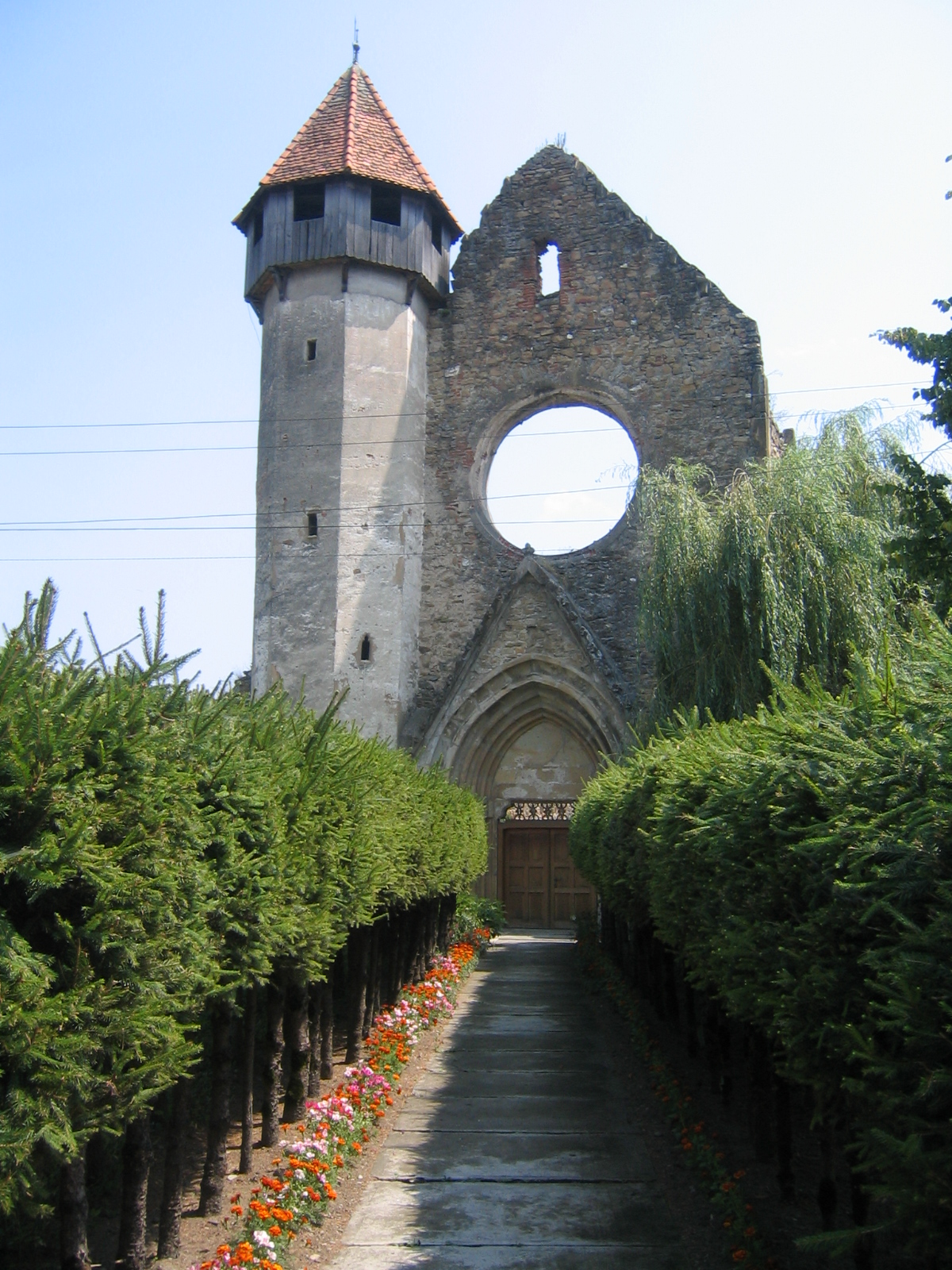
Ruinele mănăstirii Cârța (sec. XIV)
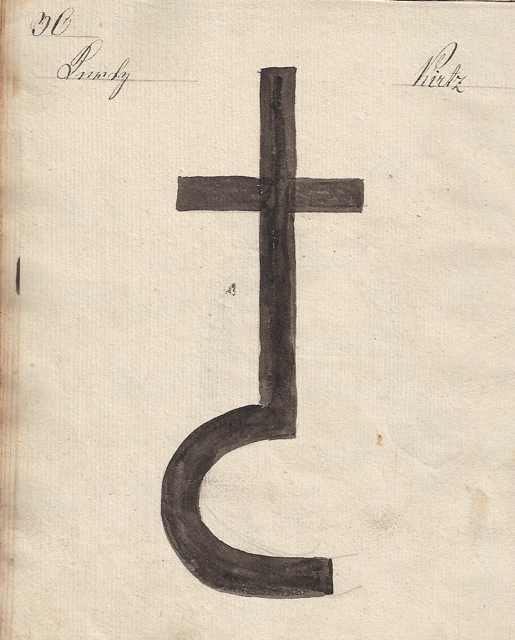
1826, Danga pentru vitele din Cârța